# Craigellachie (Colombie-Britannique)
Pour les articles homonymes, voir Craigellachie.
Craigellachie est une localité de Colombie-Britannique, au Canada. Située près de Revelstoke, elle est sur la route Transcanadienne.
Le dernier clou du chemin de fer trans-Canadien Pacifique y fut planté le 7 novembre 1885.

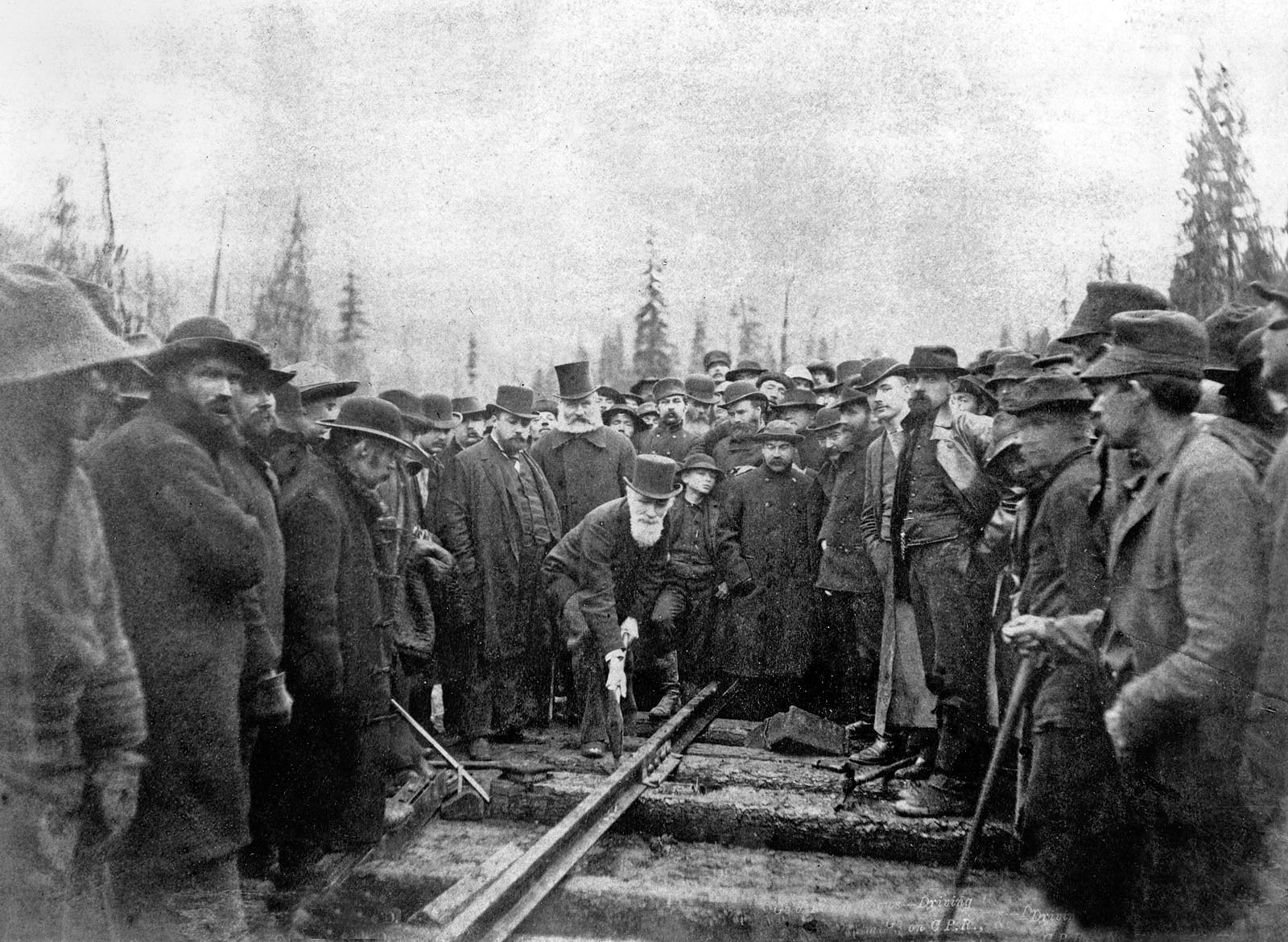
Mise en place du dernier clou du chemin de fer trans-Canadien Pacifique.